# Canadá nos Jogos Olímpicos de Verão de 1968
O Canadá competiu nos Jogos Olímpicos de Verão de 1968, realizados em Cidade do México, México.